# Maarten van Rossem

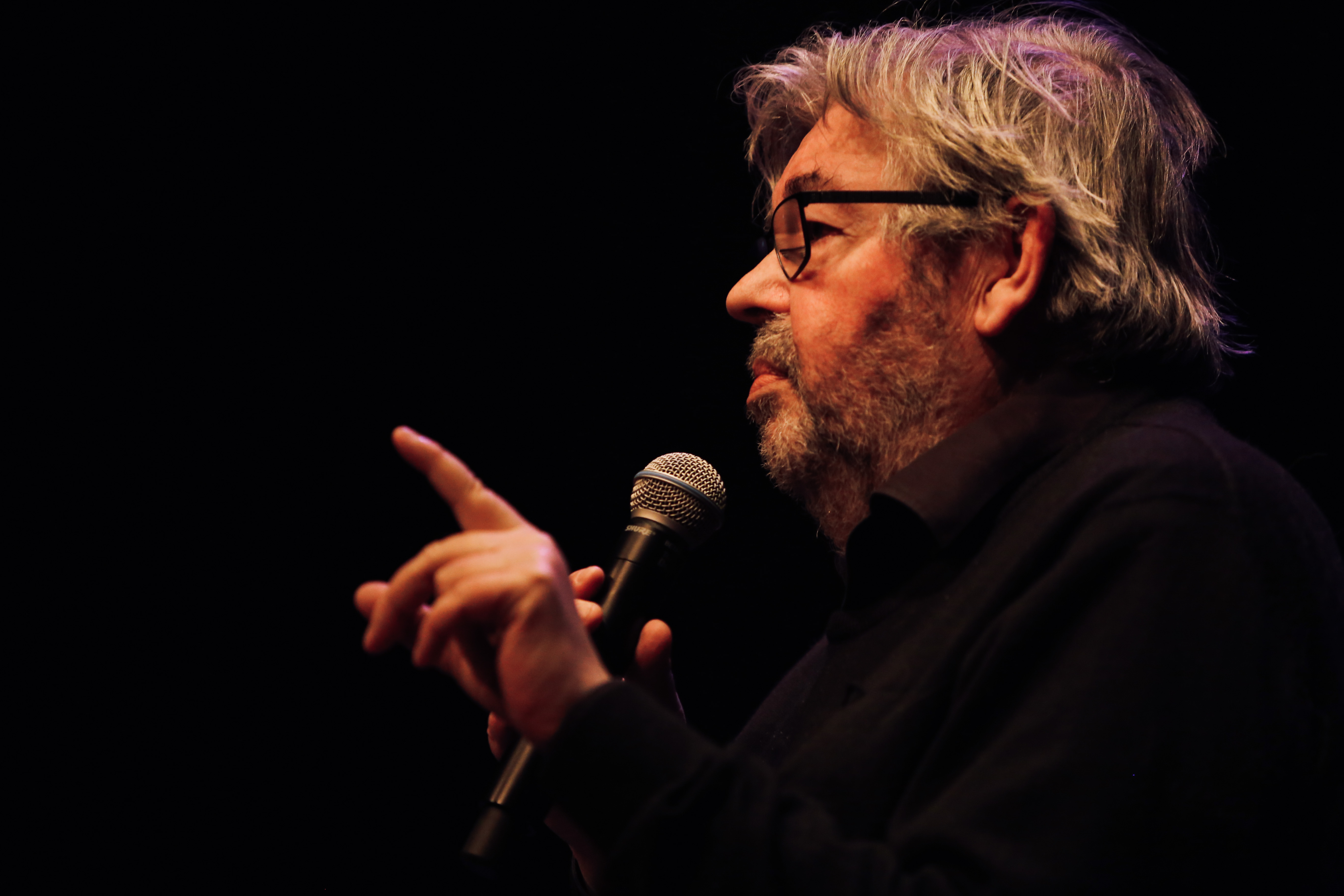
Van Rossem in 2018

Maarten van Rossem (Zeist, 24 oktober 1943) is een Nederlandse historicus, amerikanist en emeritus hoogleraar, en daarnaast actief als presentator en schrijver. Hij is gespecialiseerd in de geschiedenis en politiek van de Verenigde Staten. Als Amerikakenner treedt hij regelmatig op in allerlei televisie-uitzendingen. Tevens houdt hij regelmatig lezingen over maatschappelijke thema's. Sinds 2008 heeft hij zijn eigen opinieblad, Maarten!, en sinds 2020 heeft hij zijn eigen podcast waarin hij de actualiteiten doorneemt en specifieke thema's behandelt. Hij vormde van 2012 tot en met 2025 de eenmansjury in het populaire quizprogramma De slimste mens.

## Levensloop
Van Rossem stamt uit het patriciërsgeslacht Van Rossem. Hij groeide op in Wageningen, aan de Javastraat 12, als oudste van drie kinderen. Zijn vader, Gerard van Rossem (1919-1990), werkte als entomoloog bij de Plantenziektenkundige Dienst en was kunstenaar; diens vader, Arnold van Rossem (1887-1982), was ingenieur en bijzonder hoogleraar aan de Technische Universiteit Delft. Van Rossems grootvader aan moederskant was Henri Nolen (1890-1986), elektrotechnisch ingenieur, fabrikant en hoogleraar. Zijn moeder groeide op in een welgesteld milieu. Binnen het gezin Van Rossem was vaak sprake van ruzie. In 1959 scheidden zijn ouders, waarna zijn vader een nieuw gezin stichtte. Als jongen was Maarten een eenzaam, serieus kind dat graag leerde. Hij werd op de lagere school geplaagd en thuis met lijfstraffen opgevoed.
Maarten leerde zijn vrouw, Winnie Robijns (geboren 1942), kennen op een gecombineerd studentensinterklaasfeest. Zij trouwden in 1969, vestigden zich in Utrecht en kregen een zoon en een dochter. Winnie van Rossem was van 1981 tot 1987 hoofdredacteur van weekblad Margriet.

## Opleiding en loopbaan
Hij haalde het diploma gymnasium bèta aan het Wagenings Lyceum. Vervolgens ging hij studeren aan de Universiteit Utrecht, waar hij na een korte periode bij farmacie overstapte naar de studie geschiedenis. In Utrecht werd hij lid van het Utrechtsch Studenten Corps. Bij de studie werd hij alleen geboeid door de colleges van J.C. Boogman over de Republiek in de zeventiende eeuw. Onder Boogmans toen moderne opvattingen over geschiedschrijving behoorde wat hijzelf 'possibilisme' noemde: het voor een historicus onontbeerlijke besef dat er op elk moment in de geschiedenis alternatieve richtingen waren die de historische ontwikkeling konden gaan domineren. De studie begon pas voor hem te leven bij het lezen van de literatuurlijst voor het kandidaatsexamen, al leverde de lijst voor historiografie hem een afkeer van de theoretische problemen van de geschiedschrijving op, die volgens Van Rossem hooguit tot een writer's block kunnen leiden. De benoeming van Hermann von der Dunk als hoogleraar contemporaine geschiedenis en de kennismaking met diens colleges over de Koude Oorlog bepaalde de onderwerpskeuze van Van Rossems doctoraalscriptie over de visie vanuit het revisionisme dat de oorsprong van de Koude Oorlog in de Amerikaanse zoektocht naar nieuwe afzetmarkten zou liggen. Het denken over geschiedenis ontwikkelde zich vooral gedurende de twee jaar dat hij aan de omvangrijke scriptie werkte, waarin hij de revisionisten overigens geen gelijk gaf.
Na acht jaar studeerde hij cum laude af. Vanaf 1971 was hij wetenschappelijk medewerker en hij promoveerde in 1983 op het proefschrift Het radicale temperament. De dubbele politieke bekering van een generatie Amerikaanse intellectuelen (1934-1953). De dissertatie beschrijft de geschiedenis van de als 'The New York Intellectuals' bekend staande groep intellectuelen, waaronder Hannah Arendt, Saul Bellow en Mary McCarthy. Hun belangrijkste podium was het tijdschrift de Partisan Review, later ook Commentary en, nog later, Dissent. In zijn recensie voor Vrij Nederland wees Bart Tromp de literatuurcriticus Lionel Trilling aan als 'kernfiguur' van de studie, die hij typeerde als 'vóór alles een proeve van ideeëngeschiedenis'. Tromp vond het boek goed geschreven, zij het af en toe iets te ironisch.

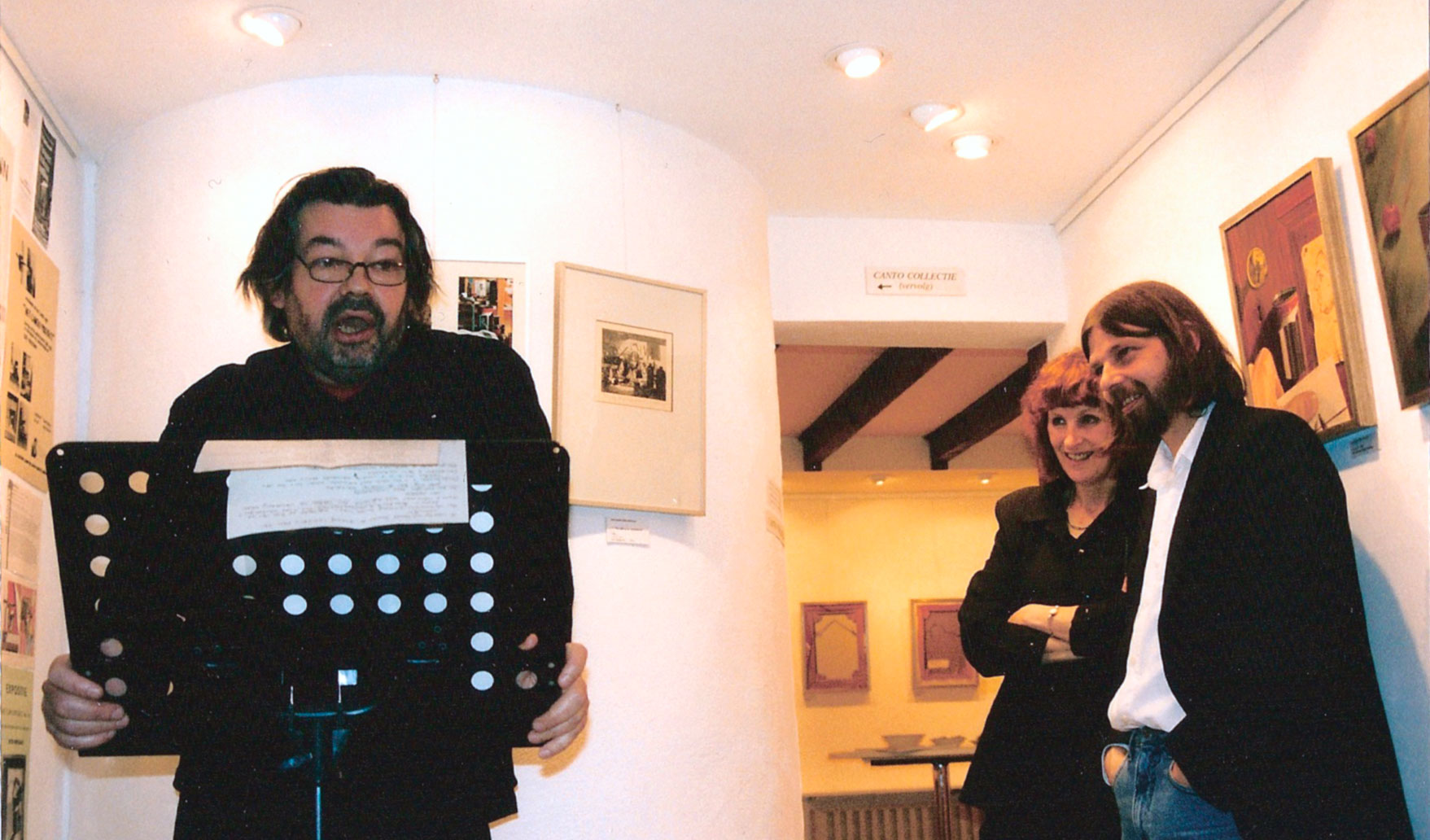
Van Rossem opent een tentoonstelling in het Museum Møhlmann, 1998

Van 1997 tot 2008 was Van Rossem bijzonder hoogleraar Geschiedenis aan de Universiteit Utrecht.
Door het Historisch Nieuwsblad werd hij gekozen tot 'Historicus van het jaar 2003' omdat hij "Nederlanders met veel humor historisch verantwoord door dit nare oorlogsjaar heeft geloodst". Na zijn nuchtere commentaar op de aanslagen van 11 september 2001 werd hij aanvankelijk hevig bekritiseerd en vond men hem te relativerend. Met name in de Nova-uitzending, direct na de aanslagen op het WTC, vielen zijn relativerende opmerkingen bij de presentatoren, Pieter Jan Hagens en Kees Driehuis, niet in goede aarde Later leek het tij te keren en werd Van Rossems nuchtere kijk op de wereld meer gewaardeerd. Frits Abrahams schreef bijvoorbeeld in zijn column voor de NRC: "Kort na '11 september' werd hij tot mijn ontsteltenis afgedankt, men vond hem te relativerend, hoewel relativering juist in de periode daarna zo nodig was."
Ook na zijn pensionering als bijzonder hoogleraar in 2008 bleef hij nog tot 2010 aan de Universiteit Utrecht verbonden voor het verzorgen van onderwijs.

## Televisie
Van Rossem is een frequente gast bij diverse praatprogramma's. Zijn eerste optreden was naar eigen zeggen in 1984: een gesprek over de Amerikaanse verkiezingen in een middaguitzending van de NCRV.
Van Rossem behoorde niet tot de intimi maar was wel bevriend met Theo van Gogh. Ze hebben elkaar in de jaren 1990 leren kennen nadat Van Rossem meerdere keren te gast was in zijn talkshows. Samen maakten zij voor de Amsterdamse zender AT5 het praatprogramma Elke dag gehaktdag. Ook speelde Van Rossem in 1997 een rol in Van Goghs film In het belang van de staat. Van Rossem was een van de sprekers bij de crematie van Van Gogh in 2004.
In 1995 werd Van Rossem op uitnodiging van VPRO-eindredacteur George Brugmans vaste gast bij het televisieprogramma Zeeman met boeken waarin onder leiding van literatuurcriticus Michael Zeeman maandelijks een aantal nieuw verschenen boeken werden besproken.
Daarna duurde het tot 2006 voor hij opnieuw presenteerde, bij de universiteitsquiz UQ2006 van de VPRO. In 2009 was hij bij diverse omroepen te zien: voor de Evangelische Omroep presenteerde hij de vierdelige serie Van Rossem in Amerika, over het christelijk geloof in de Verenigde Staten; in de Vlaamse talkshow De laatste show op Eén (VRT) had hij een wekelijkse rubriek over geschiedenis; en voor de NCRV trok hij door Nederland in de zesdelige serie Op reis met Van Rossem. In 2010 presenteerde hij de tweedelige documentaire Maliebaan in Beweging van RTV Utrecht, over de geschiedenis van de Maliebaan, in samenwerking met Het Utrechts Archief.
Begin 2011 was Van Rossem het onderwerp van een aflevering van Verborgen verleden. Hij gaf daarbij een kort overzicht van zijn genealogie en familiehistorie, die kort daarvoor gepubliceerd was in de serie Nederland's Patriciaat. Hierbij bleek, onder andere, dat hij een rechtstreekse afstammeling is van Maarten Harpertszoon Tromp. Dat jaar verdedigde Van Rossem de republikeinse positie tijdens het NOS Monarchiedebat.

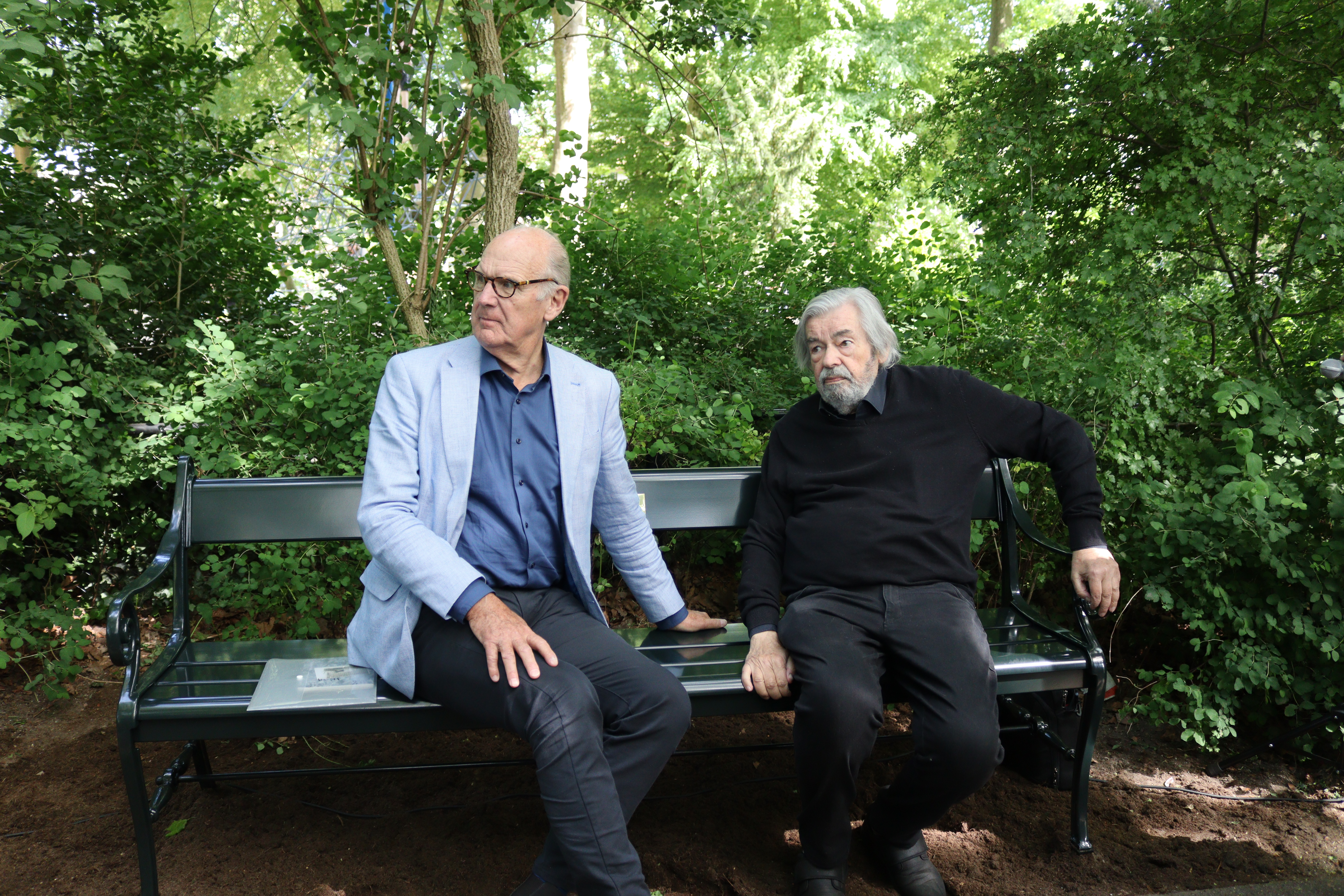
Freriks en Van Rossem op het naar Van Rossem vernoemde bankje, een eerbetoon aan zijn jaren bij De Slimste Mens, 2025

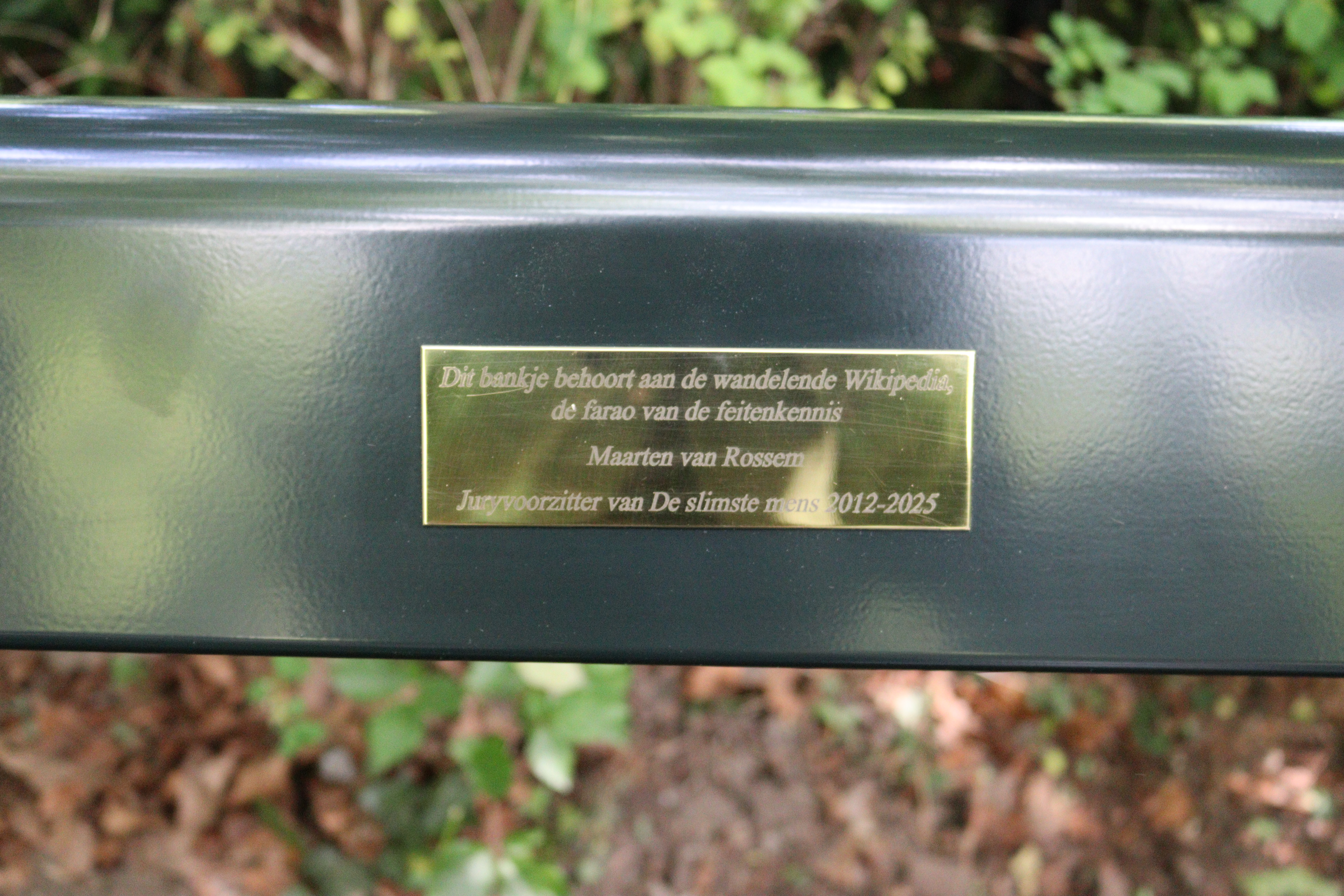
Het plakkaat met de tekst op het aan Van Rossem opgedragen bankje in het Wilhelminapark

In 2012 presenteerde hij Van Rossem for President, een door de EO geproduceerde documentaireserie naar aanleiding van de Amerikaanse presidentsverkiezingen. Dat jaar werd hij het eenmansjurylid in de NCRV-kennisquiz De slimste mens, die gepresenteerd werd door Philip Freriks. Zijn voornaamste taak was het het geven van commentaar. De show groeide uit tot een grote publiekstrekker die zich kon meten aan Heel Holland Bakt en Wie is de Mol?. Toen Freriks liet weten na het 25ste seizoen te stoppen, vond Van Rossem het passend om ook afscheid te nemen. Als afscheidscadeau voor zijn jarenlange inzet als jurylid boden de redactie en producenten Van Rossem op 16 mei 2025 een bankje aan in het Wilhelminapark in Utrecht, dat die dag feestelijk werd onthuld. Op het bankje staat een klein plakkaat met de tekst "Dit bankje behoort aan de wandelende Wikipedia, de farao van de feitenkennis - Maarten van Rossem, jurylid De Slimste Mens 2012-2024". Intussen bleef hij actief voor RTV Utrecht, waar hij sinds 2012 in het programma Van Rossem Vertelt op zijn kenmerkende manier regionale geschiedenis toegankelijk maakt.
In de zomer van 2013 was hij een van de gastpresentatoren bij Knevel & Van den Brink, een programma waarin hij regelmatig te gast was. In 2014 en 2015 had Van Rossem een column bij RTL Autovisie op RTL 7, waarin hij auto's testte.
Vanaf 2015 was Van Rossem samen met zijn broer Vincent (architectuurhistoricus) en zijn zus Mary, bijgenaamd Sis (kunsthistorica), te zien in het NTR-programma Hier zijn de Van Rossems op NPO 2. In dit programma bezochten zij samen steden in Nederland, België en Duitsland, waar zij vertelden over geschiedenis, kunst, architectuur en andere opmerkelijke onderwerpen. De verbindende teksten werden ingesproken door Philip Freriks. Vanaf 2019 kampte Sis met gezondheidsproblemen, waardoor zij niet altijd aan de opnames kon deelnemen. Na haar overlijden in 2022 werd een eerder opgenomen aflevering uit Zierikzee, waarin zij nog wel te zien was, als eerbetoon naar voren gehaald. De broers besloten het programma voort te zetten onder de titel De broeders Van Rossem, dat op 13 september 2023 van start ging.
De vierdelige televisieserie Broeders in Berlijn werd in 2019 op NPO 2 uitgezonden. De formule leek op die van Hier zijn de Van Rossems, maar ditmaal lag de focus specifiek op Duitsland, de val van de Berlijnse Muur en de nasleep daarvan.
In 2022 werd Van Rossem voor het televisieprogramma TV Monument geïnterviewd door Han Peekel. Op basis van hun gedeelde interesse voor dinosauriërs, die eerder leidde tot de podcast Dinocast, maakten Van Rossem en Gijs Rademaker in datzelfde jaar ook een vierdelige documentaireserie voor Videoland: Maarten en Gijs op dinojacht. Daarin reizen ze door de Verenigde Staten en Canada, op zoek naar sporen van dinosauriërs, waarbij ze beiden proberen het populaire beeld van deze dieren bij te stellen.
Vanaf 2023 presenteert Van Rossem samen met Emma Wortelboer het programma Wortelboer en Van Rossem, waarin zij de verschillen en overeenkomsten onderzoeken tussen hun jeugd. Eerder waren zij samen te gast bij Boerderij van Dorst, waar hun interactie positief werd ontvangen door het publiek.

## Kandidatuur verkiezingen
Voor de gemeenteraadsverkiezingen van 2010 was Van Rossem in Utrecht lijstduwer voor de PvdA, de partij waarvan hij sinds 1967 lid is. Hij behaalde met 1176 stemmen een voorkeurszetel, maar stond deze af.

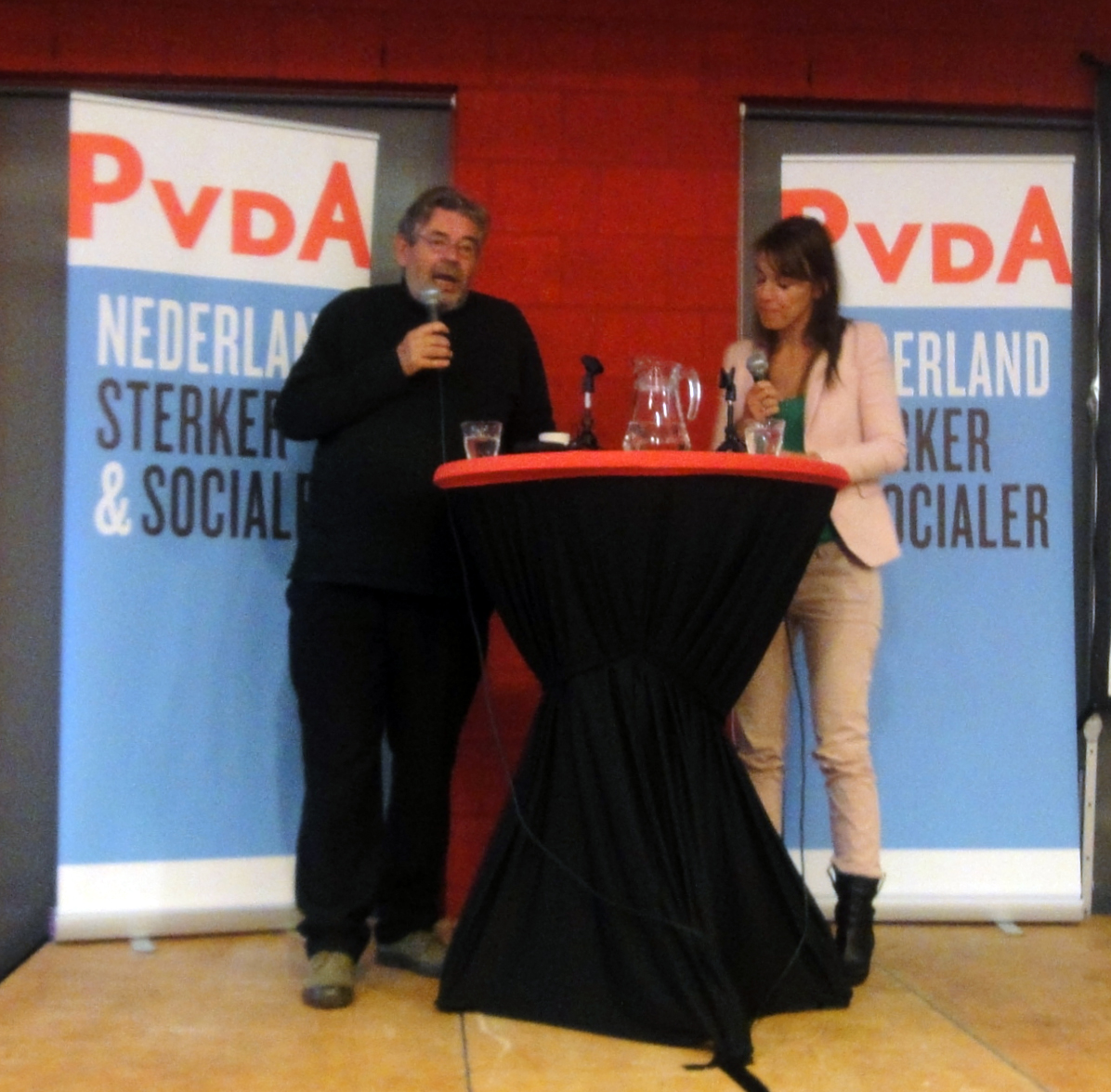
Van Rossem op een PvdA-evenement in 2012

Van Rossem stond als lijstduwer op plek 74 van de 79 van de lijst voor de PvdA tijdens de Tweede Kamerverkiezingen 2012. Hij haalde 5929 stemmen, het hoogste aantal van alle lijstduwers.
Van Rossem gaf in 2021 aan dat hij spijt had van zijn lijstduwerschap en bij de verkiezingen in 2017 op D66 te hebben gestemd. Hij vond dat de PvdA haar erfenis heeft verknoeid in het kabinet-Rutte II.
Bij de gemeenteraadsverkiezingen van 2022 duikt hij toch weer op als lijstduwer van de PvdA Utrecht, op plaats 41 van de kandidatenlijst. In een uitzending van Op1 in februari 2022 gaf hij aan dat zijn steun aan de PvdA in Utrecht voortkwam uit het vertrouwen in de lokale fractie, die volgens hem niets te maken had met het landelijke beleid van Rutte II.
Bij de waterschapsverkiezingen 2023 was Van Rossem lijstduwer voor de PvdA in De Stichtse Rijnlanden.

## Maarten!

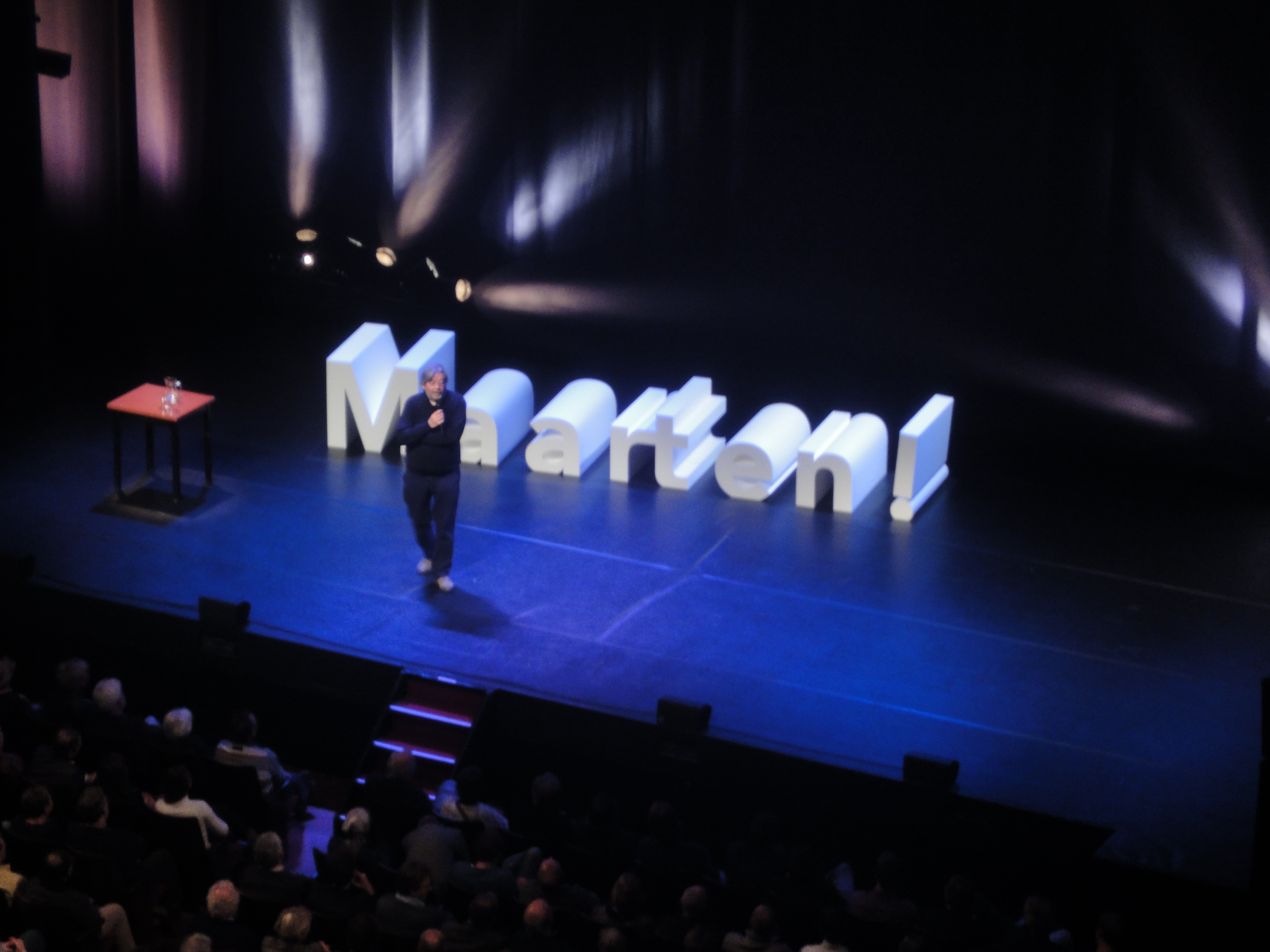
Tijdens zijn Oudejaarsconference van 2012 stond het logo van Maarten! op het toneel.

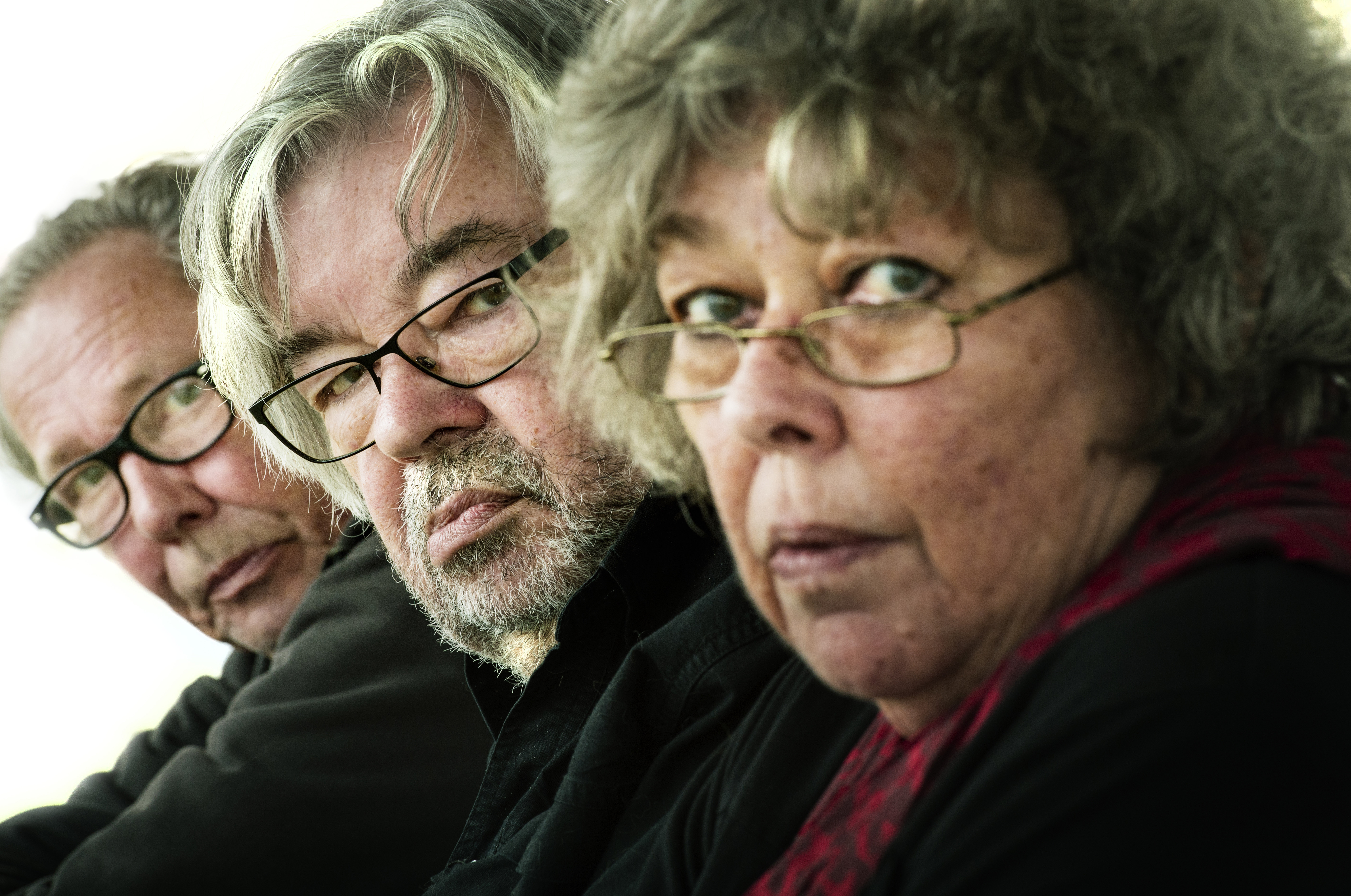
Maarten van Rossem tussen zus Sis en broer Vincent.

Sinds 2008 is Van Rossem mede-hoofdredacteur van het opinietijdschrift Maarten!, een als glossy vormgegeven uitgave die ontstond op initiatief van de eindredactie van het Historisch Nieuwsblad. Het blad begon als een parodie op personalitymagazines, maar groeide uit tot een kwartaalblad met opiniërende en informatieve artikelen. Van Rossem levert sindsdien regelmatig bijdragen, en het blad blijft sterk verbonden met zijn wereldbeeld en stijl.

## Podcasts
In 2020 begon Maarten van Rossem - De Podcast, waarin Van Rossem met Tom Jessen de actualiteit en historische gebeurtenissen behandelt. Sinds 2021 maakt Van Rossem met Gijs Rademaker Dinocast, een podcast over dinosauriërs. Deze won in 2022 een Dutch Podcast Award in de categorie Wetenschap & Educatie.
Toen in maart 2021 Van Rossem in zijn podcast aankondigde dat hij en zijn vrouw voor een coronavaccinatie bij de GGD waren ingeboekt nadat hij meerdere keren had gebeld, kwam dat op kritiek te staan van Hugo de Jonge, destijds minister van Volksgezondheid, die dat op Twitter typeerde als egoïstisch voordringen. Van Rossem wees vooral op de gebrekkige organisatie van de vaccinatielijn. De GGD noemde het "zeer onbehoorlijk" dat hij suggereerde dat het mogelijk is om voor te dringen, maar verklaarde dat hij op het moment van vaccineren gewoon aan de beurt zou zijn.

## Werken

### Boeken
Van Rossem heeft meerdere boeken geschreven.
- Het radicale temperament. De dubbele politieke bekering van een generatie Amerikaanse intellectuelen, 1934-1953 (1983)
- De Verenigde Staten in de twintigste eeuw (1984). Aan de hand van de opeenvolgende presidentschappen uit die periode wordt de geschiedenis van de Verenigde Staten verhaald.
- Amerika in klein bestek. Twee generaties sociologen in Middletown: 1925-1975 (1986)
- Amerika, land van de begrensde mogelijkheden (1988)
- Geschiedenis & cultuur. Achttien opstellen, Ed Jonker, Maarten van Rossem (red.), samengesteld ter gelegenheid van het afscheid van H.W. von der Dunk als hoogleraar (1990)
- Een tevreden natie. Nederland van 1945 tot nu, Maarten van Rossem, Ed Jonker en Luuc Kooijmans (1993)
- Amerika voor en tegen (2002)
- Heeft geschiedenis nut? (2003). Essays over onder meer de beide wereldoorlogen.
- Typisch Nederland (2004)
- De wereld volgens Maarten van Rossem (2005)
- De Tweede Wereldoorlog in 28.215 woorden (2005), eerder verschenen in: Heeft geschiedenis nut?
- Drie oorlogen. Een kleine geschiedenis van de 20e eeuw (Nieuw Amsterdam, 2007)
- Een kleine geschiedenis van de atoombom (2008)
- In Amerika (2009)
- Op reis met Van Rossem (2009, met cd-rom)
- Waarom is de burger boos? Maarten van Rossem over hedendaags populisme (2010). Analyse van het populisme en de politieke ontwikkelingen aan het begin van de 21e eeuw in Nederland.
- Kapitalisme zonder remmen. Opkomst en ondergang van het marktfundamentalisme (2011)
- Wie zijn wij? Maarten van Rossems kijk op Nederland en de Nederlander (2011)
- Nederland en de Nederlanders, een fotoboek (2011), co-auteur Jean-Pierre Geelen
- Nederland volgens Maarten van Rossem (2012)
- De Verenigde Staten in de twintigste eeuw (2012)
- Waarom de stoommachine geen Chinese uitvinding is. Hoe het Westen zo welvarend kon worden (2013)
- Europa volgens Maarten van Rossem (2014)
- Het einde van het Romeinse rijk (2016)
- De draagbare Van Rossem (2016)
- Een auto voor iedereen (2017)
- Wat is geluk? (2018)
- Allemaal de schuld van Montgomery. De familie Van Rossem in de laatste oorlogsmaanden (2020)
- Drie oorlogen. Van de Eerste Wereldoorlog naar de Tweede Wereldoorlog en de Koude Oorlog (2021)
- Herinneringen aan mijn jeugd, met als ondertitel 1943 - 1963 (2023)
- Maarten van Rossem over populisme en onze democratie (2024)
- De dinorevolutie (2024), in samenwerking met Gijs Rademaker

### Cd's
- Amerika. Een hoorcollege moderne geschiedenis van de V.S. (audio-cd, 2004); een serie artikelen over de cultuur en de binnen- en buitenlandse politiek van de Verenigde Staten in met name de tweede helft van de twintigste eeuw.
- Hitler. Een hoorcollege over de opkomst en ondergang van Adolf Hitler. (audio-cd, 2005); een hoorcollege op vier cd's, waarin Van Rossem het leven van Adolf Hitler in een historische context plaatst.
- Koude Oorlog. Een hoorcollege over de wereldgeschiedenis van de strijd tussen Oost en West. (audio-cd, 2006); verzameling recente essays.
- Geschiedenis in het groot. Een hoorcollege over de wereldgeschiedenis van de Big Bang tot het heden. (audio-cd, 2007)
- Eerste Wereldoorlog. Een hoorcollege over het ontstaan, het verloop en de gevolgen (2008)
- Tweede Wereldoorlog. Een hoorcollege over 's werelds grootste gewapende conflict (2009)
- De atoombom. Een hoorcollege over de geschiedenis van de nucleaire wapenwedloop (2009)
- Typisch Nederland, Typisch Maarten! (2010)
- Lenin en Stalin. Een hoorcollege over de leiders van revolutionair Rusland (2010)
- Populisme. Hoorcollege over de geschiedenis van de populistische politiek in Nederland (2011)
- Kapitalisme. Een hoorcollege over de geschiedenis van onze moderne maatschappij (2012)

### Biografieën
- Frénk van der Linden & Pieter Webeling - Maarten zonder masker (2013)
- Laurens Bluekens - Van Rossem - Het onwaarschijnlijke succes van mediapersoonlijkheid Maarten van Rossem (2023)